# Sciades palauicola
Sciades palauicola là một loài bọ cánh cứng trong họ Cerambycidae.